# Club Athletico Paulistano
El Club Athletico Paulistano és un club esportiu brasiler de la ciutat de São Paulo, al barri de Jardins.

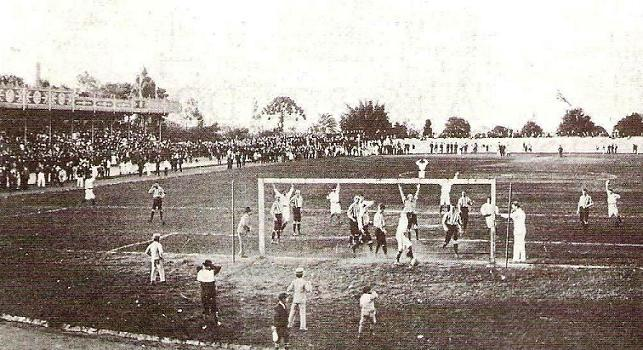
Paulistano marca un gol a São Paulo AC a la final de 1905 del Campionat Paulista.

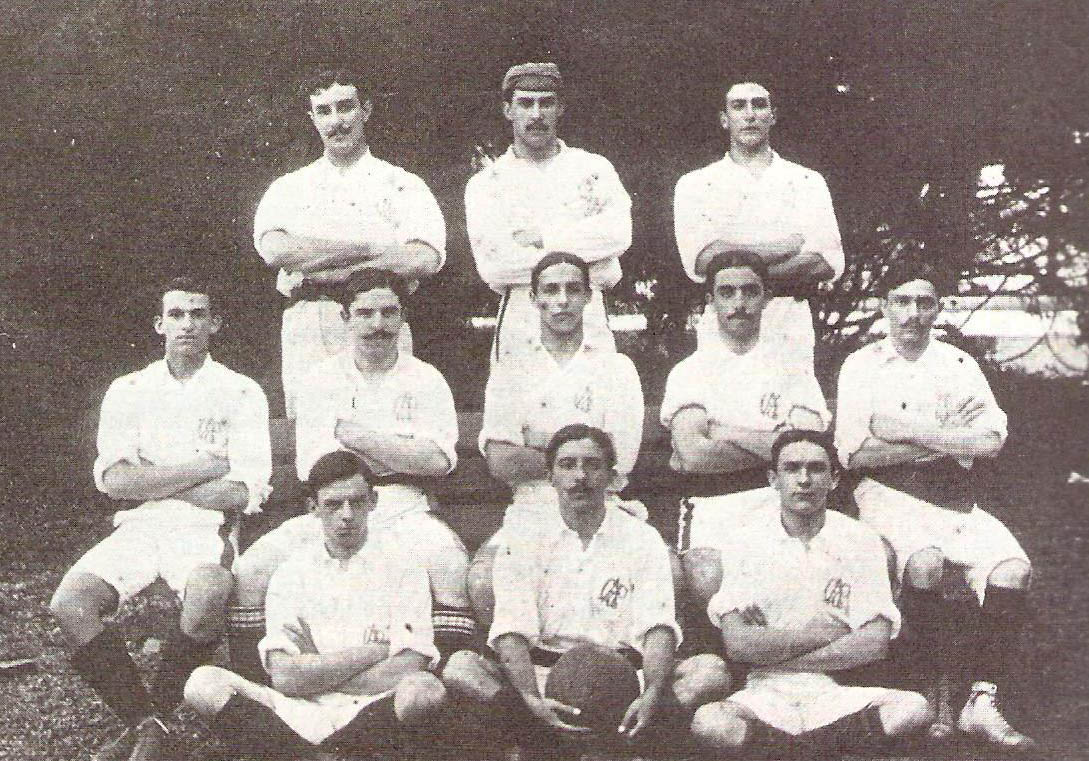
Equip que guanyà el primer campionat paulista el 1905.

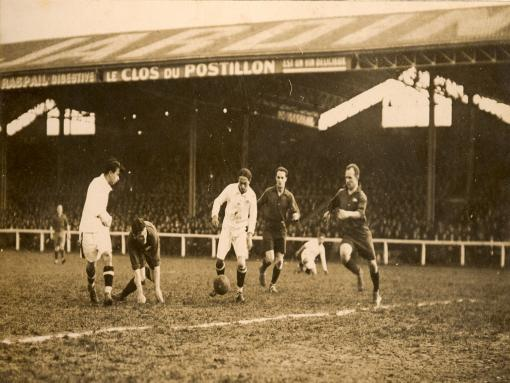
Arthur Friedenreich amb la pilota jugant contra Stáde Français el 1925.

El club va ser fundat el 29 de desembre de 1900. Començà practicant el futbol, essent diversos cops campió estatal. Els seus estadis foren el Velódromo Paulistano (1900–1915) i l'estadi  Jardim América (1915–1930). Abandonà el futbol el 1929, però a continuació destacà en basquetbol. També destacà en esports com gimnàstica artística, bàdminton, pilota basca, boxa, escacs, esgrima, golf, arts marcials, rem, esquaix, natació, tennis, atletisme, voleibol i waterpolo.
Juntament amb São Paulo Athletic Club, SC Internacional, AA Mackenzie College i SC Germânia fou fundador l'any 1901 de la Liga Paulista de Foot-Ball (LPF), la primera lliga de futbol del Brasil. L'any 1907 el britànic  Jock Hamilton fou nomenat entrenador del club, fet que es considera el primer entrenador d'un equip brasiler.

## Tennis

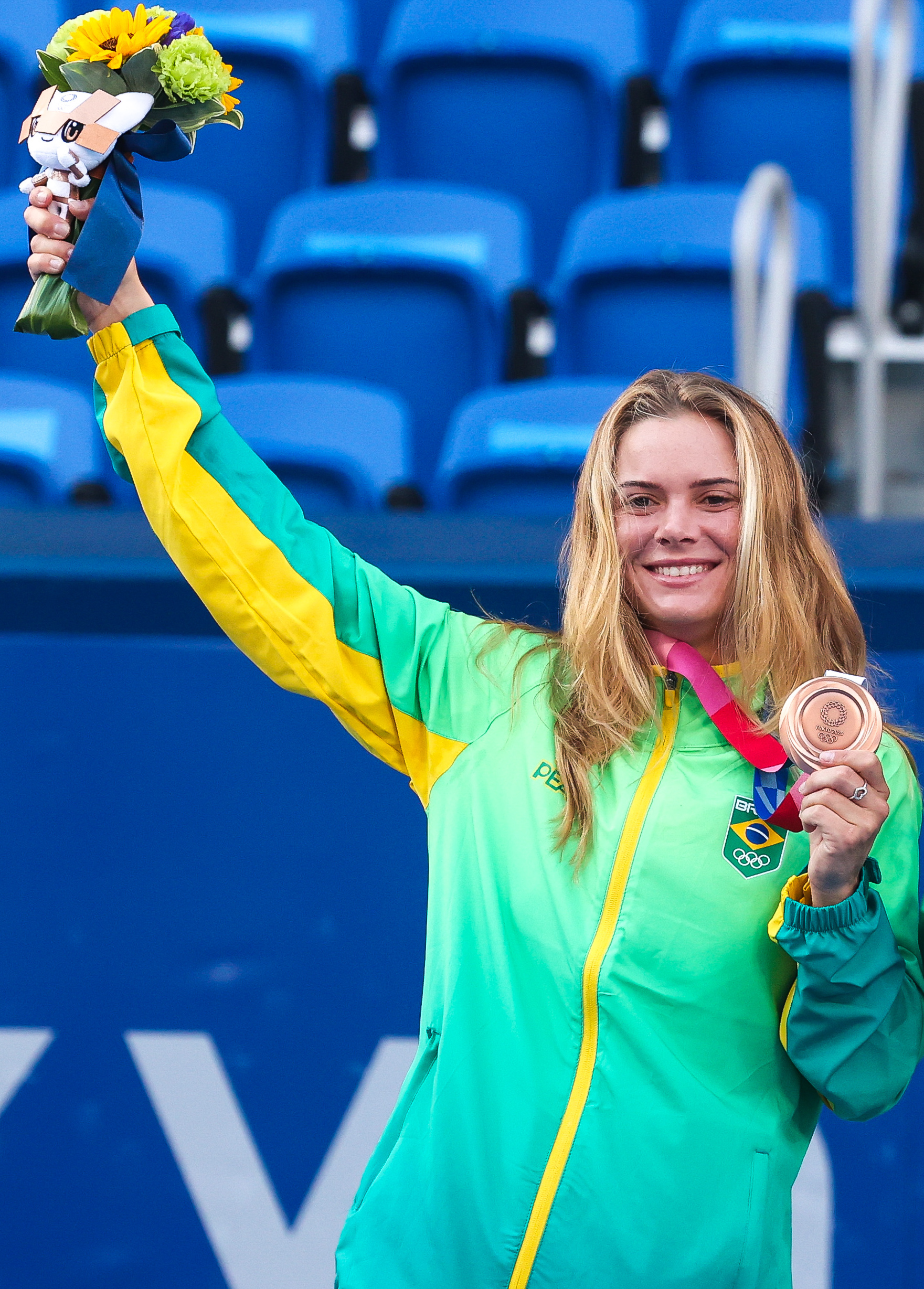
Laura Pigossi als Jocs Olimpics de Tòquio 2020.

La secció de tennis del club ha donat diversos noms destacats com Nelson Cruz, Armando Vieira, Cecy Carvalho, i Laura Pigossi, qui guanyà la primera medalla olímpica en tennis per al Brasil, juntament amb Luisa Stefani.

## Palmarès
Futbol
- Copa dos Campeões Estaduais:
  - 1920

- Taça Ioduran:
  - 1918

- Campionat paulista:[9]
  - 1905, 1908, 1913, 1916, 1917, 1918, 1919, 1921, 1926, 1927, 1929

- Taça Competência:
  - 1918, 1919, 1921

- Torneio Início Paulista:
  - 1924, 1926, 1927